# Maladera davaoana
Maladera davaoana är en skalbaggsart som beskrevs av Moser 1921. Maladera davaoana ingår i släktet Maladera och familjen Melolonthidae. Inga underarter finns listade i Catalogue of Life.